# Pietro Rosa

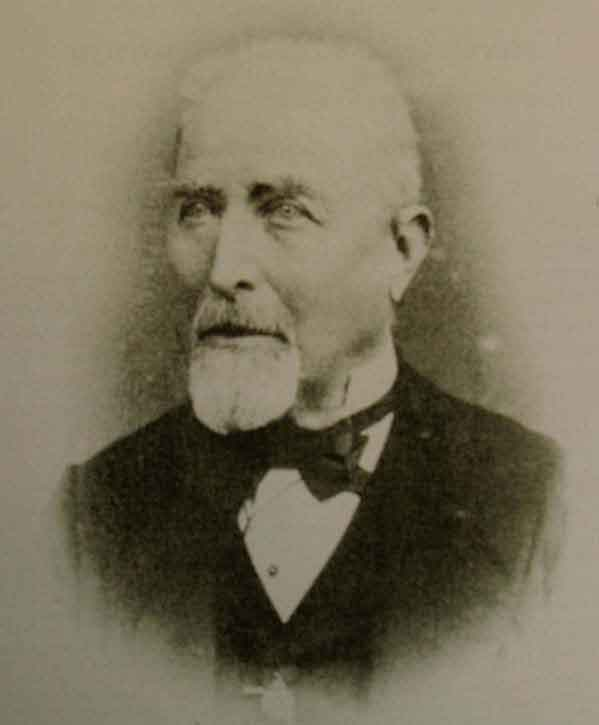
Pietro Rosa

Pietro Rosa (geboren am 10. November 1810 in Rom; gestorben am 15. August 1891 ebenda) war ein italienischer Klassischer Archäologe, Topograph und Politiker.
Als Sohn von Luigi Rosa und Francesca geborene Ricci war Pietro Rosa ein Nachfahre des Malers Salvator Rosa (1615–1673). Gefördert von Luigi Canina, dessen Schüler er war, wurde Pietro Rosa bei der Familie Borghese eingeführt. Hier war er für die Neuordnung der sich in Familienbesitz befindenden Sammlungen und Museen, etwa der Galleria Borghese, zuständig. Als Giuseppe Mazzini 1849 die Römische Republik ausrief, schloss sich Pietro Rosa dieser Bewegung an und verlor daraufhin seine Anstellung bei den Borghese.
Zusammen mit Canina widmete er sich nun einigen Ausgrabungen entlang der Via Appia und begann die Arbeiten an seinem wichtigsten archäologischen Werk, der „Carta topografica del Lazio“. Die Arbeiten an dieser topographischen Karte zur Archäologie Latiums beschäftigten ihn von 1850 bis 1870. Trotz dieses langen Zeitraums wurden nur die Teile zwischen der tyrrhenischen Küste von der Tibermündung bis Tor San Lorenzo auf dem Ager Romanus und den Bergen um Tibur und Praeneste fertiggestellt. Die im Maßstab 1:20.000 angefertigte Karte misst 3,40 × 3,10 Meter, wurde 1895 vom italienischen Staat erworben und wird heute im Archivio della Soprintendenza Speciale per i Beni Archeologici di Roma aufbewahrt.
Die Arbeiten an der Karte machten Napoleon III. auf ihn aufmerksam. Der archäologisch interessierte französische Kaiser hatte 1861 von Ferdinand II. von Sizilien die Farnesischen Gärten erworben und beauftragte Pietro Rosa mit Ausgrabungen auf dem Palatin. Bis 1870 leitete Rosa die Ausgrabungen und legte die Fundamente des Magna-Mater-Tempels und des Apollotempels frei, entdeckte die Casa di Livia und grub in der Domus Tiberiana, der Domus Flavia und an den vom Palatin zum Forum Boarium führenden Scalae Caci aus. Im Jahr 1870 überzeugte er zusammen mit Quintino Sella das Königreich Italien von der Idee, die Farnesischen Gärten vom zuvor gestürzten französischem Kaiser zu erwerben. Im Dezember desselben Jahres wurde er wegen seiner herausragenden Verdienste von Vittorio Emanuele II., König Italiens, zum Senatore del Regno ernannt. Im Jahr 1871 wurde Pietro Rosa erster Soprintendente der Soprintendenza agli scavi e monumenti della provincia di Roma, eine Position, die er bis 1874 innehatte. 1875 wurde er Kommissar der Generaldirektion für die Museen und Ausgrabungen in Rom und Mittelitalien, 1878 Generalinspekteur ehrenhalber.
Während dieser Jahre führte er zwischen 1871 und 1885 zusammen mit Giuseppe Fiorelli und Rodolfo Lanciani Ausgrabungen auf dem Forum Romanum aus. Gemeinsam gelang es ihnen, den Forumsplatz als solchen, den Tempel des Divus Iulius und die Via Sacra zwischen dem Tempel des Antoninus Pius und der Faustina und der Maxentiusbasilika freizulegen. Pietro Rosa, der am 15. August 1891 starb, wurde auf dem Campo Verano beigesetzt.

## Ehrungen
- Komtur des Ordens der Heiligen Mauritius und Lazarus
- Komtur des Ordens der Krone von Italien
- Träger der Verdienstmedaille der Befreiung der Stadt Rom
- Träger der Gedenkmedaille zur Einheit Italiens